# 2. československá fotbalová liga 1963/1964
V soubojích 32. ročníku druhé nejvyšší fotbalové soutěže – 2. československé fotbalové ligy 1963/64 – se utkalo 42 mužstev ve třech skupinách po 14 účastnících každý s každým dvoukolovým systémem podzim–jaro. Tento ročník začal v pátek 16. srpna 1963 v Plzni utkáním domácího Spartaku se Spartakem Mladá Boleslav (Plzeň vyhrála 4:2) a skončil v neděli 14. června 1964.

## Skupina A
| Poř. | Tým                              | Z  | V  | R | P  | VG | OG | B  |
| ---- | -------------------------------- | -- | -- | - | -- | -- | -- | -- |
| 1.   | TJ Slovan Teplice                | 26 | 17 | 2 | 7  | 38 | 24 | 36 |
| 2.   | TJ Spartak LZ Plzeň (S)          | 26 | 15 | 3 | 8  | 66 | 39 | 33 |
| 3.   | TJ Spartak Radotín               | 26 | 13 | 5 | 8  | 47 | 43 | 31 |
| 4.   | TJ Dynamo České Budějovice       | 26 | 11 | 8 | 7  | 43 | 41 | 30 |
| 5.   | TJ Spartak Kovostroj Děčín       | 26 | 11 | 7 | 8  | 53 | 40 | 29 |
| 6.   | VTJ Dukla Slaný (N)              | 26 | 11 | 7 | 8  | 37 | 27 | 29 |
| 7.   | TJ Baník Most                    | 26 | 11 | 7 | 8  | 42 | 41 | 29 |
| 8.   | TJ Spartak Čelákovice            | 26 | 11 | 6 | 9  | 48 | 31 | 28 |
| 9.   | TJ Slavoj Žižkov (N)             | 26 | 13 | 1 | 12 | 43 | 43 | 27 |
| 10.  | TJ Jiskra Jablonec nad Nisou (N) | 26 | 11 | 2 | 13 | 39 | 46 | 24 |
| 11.  | TJ Dynamo Karlovy Vary           | 26 | 7  | 6 | 13 | 24 | 37 | 20 |
| 12.  | TJ Spartak Ústí nad Labem        | 26 | 7  | 5 | 14 | 36 | 51 | 19 |
| 13.  | TJ Lokomotiva Plzeň (N)          | 26 | 8  | 3 | 15 | 35 | 55 | 19 |
| 14.  | TJ Spartak Mladá Boleslav AZNP   | 26 | 3  | 4 | 19 | 21 | 63 | 10 |

Poznámky:
- Z = Odehrané zápasy; V = Vítězství; R = Remízy; P = Prohry; VG = Vstřelené góly; OG = Obdržené góly; B = Body; (N) = Nováček (postoupivší z nižší soutěže); (S) = Sestoupivší z vyšší soutěže

|  | Postup do I. čs. fotbalové ligy 1964/65         |
|  | Sestup do příslušného krajského přeboru 1964/65 |

## Skupina B
| Poř. | Tým                                   | Z  | V  | R | P  | VG | OG | B  |
| ---- | ------------------------------------- | -- | -- | - | -- | -- | -- | -- |
| 1.   | TJ Jiskra Otrokovice                  | 26 | 17 | 5 | 4  | 51 | 28 | 39 |
| 2.   | TJ VCHZ Pardubice                     | 26 | 15 | 6 | 5  | 64 | 35 | 38 |
| 3.   | TJ Gottwaldov                         | 26 | 14 | 6 | 6  | 58 | 31 | 34 |
| 4.   | VTJ Dukla Tábor                       | 26 | 13 | 5 | 8  | 45 | 33 | 31 |
| 5.   | TJ KPS Brno                           | 26 | 13 | 4 | 9  | 59 | 48 | 30 |
| 6.   | TJ Spartak Hradišťan Uherské Hradiště | 26 | 12 | 6 | 8  | 41 | 42 | 30 |
| 7.   | TJ VŽKG Ostrava                       | 26 | 12 | 5 | 9  | 55 | 40 | 27 |
| 8.   | TJ Dynamo Praha (S)                   | 26 | 9  | 7 | 10 | 37 | 27 | 25 |
| 9.   | TJ Spartak MŽ Olomouc (N)             | 26 | 9  | 5 | 12 | 28 | 49 | 23 |
| 10.  | TJ Slavoj Praha (N)                   | 26 | 7  | 8 | 11 | 38 | 44 | 22 |
| 11.  | VTJ Dukla Písek (N)                   | 26 | 7  | 7 | 12 | 32 | 49 | 21 |
| 12.  | TJ Spartak Brno ZJŠ „B“               | 26 | 7  | 4 | 15 | 32 | 45 | 18 |
| 13.  | TJ Jiskra Úpice (N)                   | 26 | 6  | 6 | 14 | 26 | 43 | 18 |
| 14.  | TJ Baník Ratíškovice (N)              | 26 | 2  | 4 | 20 | 34 | 98 | 8  |

Poznámky:
- Z = Odehrané zápasy; V = Vítězství; R = Remízy; P = Prohry; VG = Vstřelené góly; OG = Obdržené góly; B = Body; (N) = Nováček (postoupivší z nižší soutěže); (S) = Sestoupivší z vyšší soutěže

|  | Postup do I. čs. fotbalové ligy 1964/65            |
|  | Sestup do Jihomoravského krajského přeboru 1964/65 |
|  | Sestup do příslušného krajského přeboru 1964/65    |

## Skupina C
| Poř. | Tým                                | Z  | V  | R | P  | VG | OG | B  |
| ---- | ---------------------------------- | -- | -- | - | -- | -- | -- | -- |
| 1.   | TJ Spartak Trnava                  | 26 | 17 | 4 | 5  | 45 | 20 | 38 |
| 2.   | TJ Spartak ZVL Považská Bystrica   | 26 | 13 | 5 | 8  | 38 | 36 | 31 |
| 3.   | TJ Slovan Nitra (S)                | 26 | 13 | 3 | 9  | 54 | 20 | 29 |
| 4.   | TJ Jednota Žilina                  | 26 | 13 | 2 | 11 | 40 | 32 | 28 |
| 5.   | VTJ Dukla Komárno                  | 26 | 10 | 8 | 8  | 31 | 24 | 28 |
| 6.   | TJ Partizán Bardejov               | 26 | 10 | 7 | 9  | 32 | 34 | 27 |
| 7.   | TJ Zemplín Michalovce (N)          | 26 | 12 | 1 | 13 | 47 | 45 | 25 |
| 8.   | TJ Lokomotíva Košice               | 26 | 8  | 8 | 10 | 48 | 41 | 24 |
| 9.   | TJ ZPS Kysucké Nové Mesto (N)      | 26 | 9  | 6 | 11 | 30 | 39 | 24 |
| 10.  | TJ Slavoj Trebišov                 | 26 | 11 | 2 | 13 | 26 | 45 | 24 |
| 11.  | TJ Kablo Topoľčany                 | 26 | 8  | 7 | 11 | 33 | 39 | 23 |
| 12.  | TJ Spartak Martin                  | 26 | 7  | 9 | 10 | 30 | 37 | 23 |
| 13.  | TJ Slovan CHZJD Bratislava „B“ (N) | 26 | 9  | 4 | 13 | 33 | 39 | 22 |
| 14.  | TJ Partizán Banská Bystrica        | 26 | 7  | 4 | 15 | 32 | 56 | 18 |

Poznámky:
- Z = Odehrané zápasy; V = Vítězství; R = Remízy; P = Prohry; VG = Vstřelené góly; OG = Obdržené góly; B = Body; (N) = Nováček (postoupivší z nižší soutěže); (S) = Sestoupivší z vyšší soutěže

|  | Postup do I. čs. fotbalové ligy 1964/65         |
|  | Sestup do příslušného krajského přeboru 1964/65 |